# Analiza finansowa przedsięwzięć inwestycyjnych
Analiza finansowa przedsięwzięć inwestycyjnych
Realizując projekt inwestycyjny przedsiębiorstwo angażuje na dłuższy okres środki finansowe (własne bądź obce) w celu uzyskania przyszłych korzyści. Na ogół chodzi o korzyści netto przewyższające początkowe nakłady inwestycyjne. Nieodzowne w procesie podejmowania decyzji o realizacji przedsięwzięcia inwestycyjnego jest przeanalizowanie możliwych wariantów rozwiązania tego problemu, głównie poprzez kalkulację opłacalności ich realizacji i analizę występujących między nimi różnic.
Aby sprostać temu zadaniu zakres prowadzonej analizy finansowej powinien obejmować przede wszystkim wycenę nakładów niezbędnych do realizacji rozpatrywanych wariantów i wielkości spodziewanych nadwyżek finansowych, które jest w stanie przynieść realizacja każdego z nich w poszczególnych latach eksploatacji inwestycji. A ponieważ podstawową cechą większości realizowanych przedsięwzięć inwestycyjnych jest różnica w czasie pomiędzy ponoszonymi nakładami i uzyskiwanymi dzięki nim nadwyżkami finansowymi, w analizie należy uwzględnić czynnik czasu, który pozwoli oba te strumienie uczynić porównywalnymi. W analizie niezbędne staje się więc wykorzystanie technik dyskontowych („zdyskontowane przepływy pieniężne”).
Drugim czynnikiem, poza wymienionym wyżej czasem, uwzględnianym przy podejmowaniu decyzji inwestycyjnych jest ryzyko, które nierozłącznie wiąże się z każdym rodzajem działalności gospodarczej. O ile przy decyzjach krótko okresowych czynnik ten odgrywa stosunkowo niewielką rolę o tyle decyzje podejmowane w okresach długich, a takimi są decyzje inwestycyjne, obarczone są dużą niepewnością co do stopnia zgodności rzeczywistych warunków gospodarowania w przyszłości z oczekiwanymi w momencie przystępowania do analizy finansowej projektu inwestycyjnego.
Podstawową rzeczą która powinna zostać uwzględniona w rachunku opłacalności projektów inwestycyjnego, jest fakt wcześniejszego poniesienia nakładów, których skutkiem są realizowane przychody w okresach przyszłych. Następują więc rozłożone w czasie określone przepływy środków pieniężnych, które odzwierciedlają zarówno nakłady poniesione w fazie realizacji oraz eksploatacji obiektu, jak również uzyskane z tego tytułu efekty.
Dla rachunku opłacalności przedsięwzięcia inwestycyjnego najbardziej interesującymi wielkościami są przepływy pieniężne netto (net cash flow – NCF), będące różnica pomiędzy kwotą zrealizowanych wpływów i poniesionych wydatków w poszczególnych okresach objętych tym rachunkiem.
Szacowanie strumieni przepływów finansowych związanych z projektami inwestycyjnymi w praktyce jest bardzo trudne, gdyż każdy z takich projektów ma zazwyczaj własną specyfikę. Stąd też nie można podać uniwersalnej reguły szacowania tych strumieni przepływu. Niemniej jednak warto wskazać na kilka zasad, które w tym procesie powinny być wzięte pod uwagę. Można do nich zaliczyć między innymi:
1. Sporządzanie rachunku opłacalności inwestycji w cenach stałych lub nominalnych. Ich wybór jest zdeterminowany przyjęciem odpowiedniej stopy dyskontowej w tych metodach rachunku opłacalności, które uwzględniają wartość pieniądza w czasie, a więc metodach dyskontowych.
2. W rachunku opłacalności inwestycji dochód netto z projektu inwestycyjnego powinien być ujmowany w kategoriach strumieni pieniężnych, a nie wyniku finansowego, gdyż strumienie te wyrażają środki pieniężne będące w dyspozycji właściciela w analizowanym okresie. Na strumienie te składa się zysk netto oraz amortyzacja, która – jak wiadomo – nie jest wydatkiem pieniężnym, a w wyniku finansowym jest uwzględniona.
3. W rachunku opłacalności projektu inwestycyjnego należy brać bo uwagę jedynie te dochody i wydatki, które są bezpośrednio związane z realizacją tego projektu. Nie uwzględnia się zatem kosztów poniesionych przed przystąpieniem do realizacji projektu, a więc już rozliczonych, np. kosztu badania rynku.
4. W rachunku opłacalności projektu inwestycyjnego powinno się analizować również koszty utraconych korzyści. Chodzi o potencjalne korzyści, które przedsiębiorstwo mogłoby osiągnąć z innych projektów inwestycyjnych niż projekt wybrany. Przykładem takich utraconych korzyści jest utrata możliwości sprzedaży działki, na której ma zostać wybudowany obiekty inwestycyjny.
5. W analizie opłacalności projektu inwestycyjnego należy uwzględniać wartość likwidacyjną realizowanego projektu inwestycyjnego. Chodzi o wartość końcową tego projektów w momencie zakończenia jego eksploatacji. Stanowi ona określony dochód pieniężny, uzyskiwany np. z upłynniania składników kapitału obrotowego przedsiębiorstwa.

Obliczenie przewidywanych wartości przepływów pieniężnych netto, ustalonych w wyniku zastosowania w praktyce powyższych zasad, stanowi podstawę zastosowania odpowiednich metod rachunku ekonomicznego, pozwalających na ostateczną ocenę finansowej opłacalności projektowanego przedsięwzięcia.